# Geoffrey Roman
Geoffrey Roman (ur. 26 lutego 1982 w Karasburgu) – namibijski piłkarz występujący na pozycji napastnika.

## Kariera klubowa
Roman zawodową karierę rozpoczynał w 1998 roku w zespole Orlando Pirates Windhuk. Spędził tam 2 lata. W 2000 roku przeszedł do African Stars FC. W 2002 roku wyjechał do Niemiec, gdzie został graczem Germanii Dattenfeld z Verbandsligi (V liga). W 2003 roku podpisał kontrakt z drugoligowym MSV Duisburg. Przez rok nie rozegrał tam jednak żadnego spotkania.
W 2004 roku odszedł do Rot-Weiß Oberhausen, także grającego w 2. Bundeslidze. Zadebiutował tam 19 listopada 2004 roku w wygranym 1:0 pojedynku z SpVgg Greuther Fürth. 5 grudnia 2004 roku w wygranym 3:1 spotkaniu z SpVgg Unterhaching strzelił swojego jedynego gola w 2. Bundeslidze. W ciągu roku gry dla Oberhausen, zagrał tam w 7 meczach i zdobył 1 bramkę.
W 2006 roku Roman wrócił do Namibii, gdzie został graczem klubu Civics FC. W 2007 roku zdobył z nim mistrzostwo Namibii, a w 2008 roku NFA-Cup. W Civics spędził 4 lata. W 2010 roku ponownie został graczem klubu Orlando Pirates Windhuk. W 2017 roku zakończył w nim swoją karierę.

## Kariera reprezentacyjna
W latach 1999–2003 Roman rozegrał 5 spotkań w reprezentacji Namibii.